# Macrorhynchia gravelyi
Macrorhynchia gravelyi is een hydroïdpoliep uit de familie Aglaopheniidae. De poliep komt uit het geslacht Macrorhynchia. Macrorhynchia gravelyi werd in 1967 voor het eerst wetenschappelijk beschreven door Mammen. 